# Torajirō Saitō
Torajirō Saitō (斎藤 寅次郎, Saitō Torajirō) né le 30 janvier 1905 et mort le 1er mai 1982 est un réalisateur japonais connu pour ses comédies. 

## Biographie
Né dans la préfecture d'Akita, Torajirō Saitō entre aux studios Shōchiku en 1922 et fait ses débuts de réalisateur en 1926. Il rejoint la Tōhō en 1937 puis plus tard la Shintōhō. 
Torajirō Saitō est connu comme le « dieu de la comédie » pour avoir dirigé plus de 200 films entre 1926 et 1962, dont beaucoup sont des comédies burlesques mettant en vedette des clowns célèbres tels qu'Atsushi Watanabe, Ken'ichi Enomoto, Roppa Furukawa et Junzaburō Ban,.

## Filmographie partielle

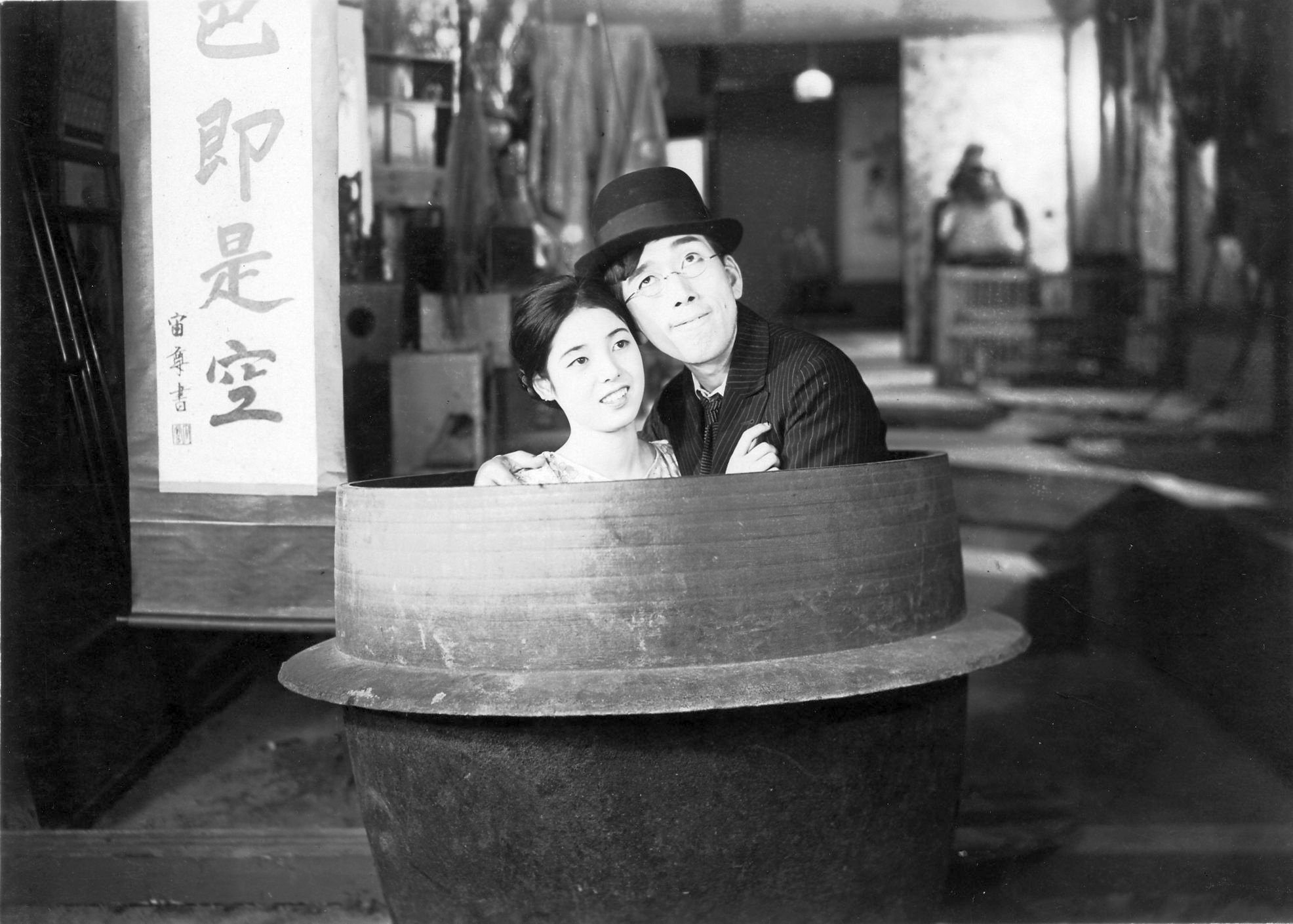
Chiyoko Katori et Atsushi Watanabe dans Ishikawa Goemon no hōji (1930).

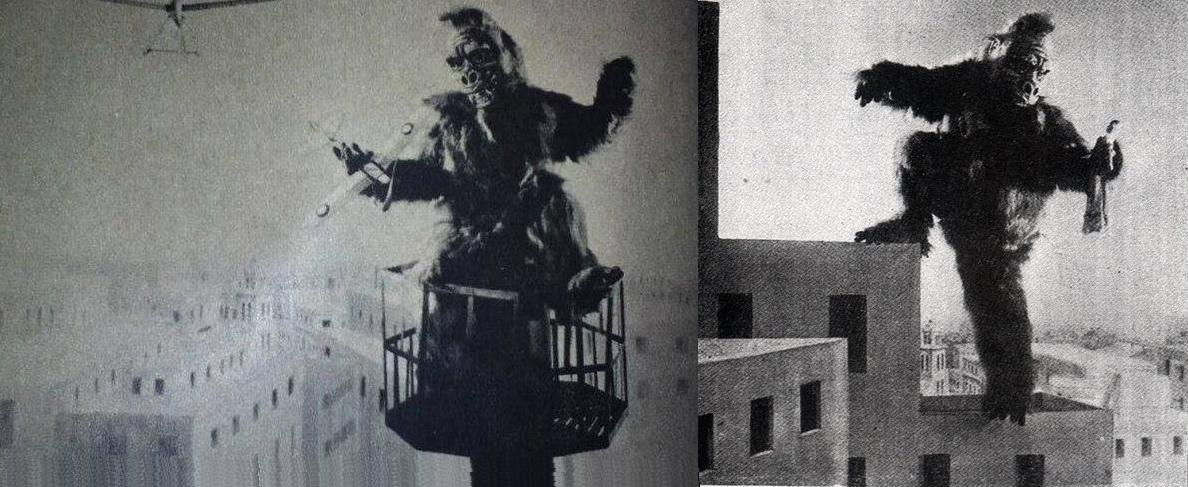
Wasei Kingu Kongu (1933).

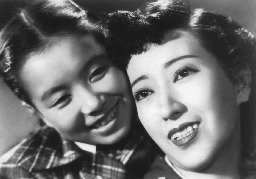
Hibari Misora et Takako Irie dans Aozora tenshi (1950).

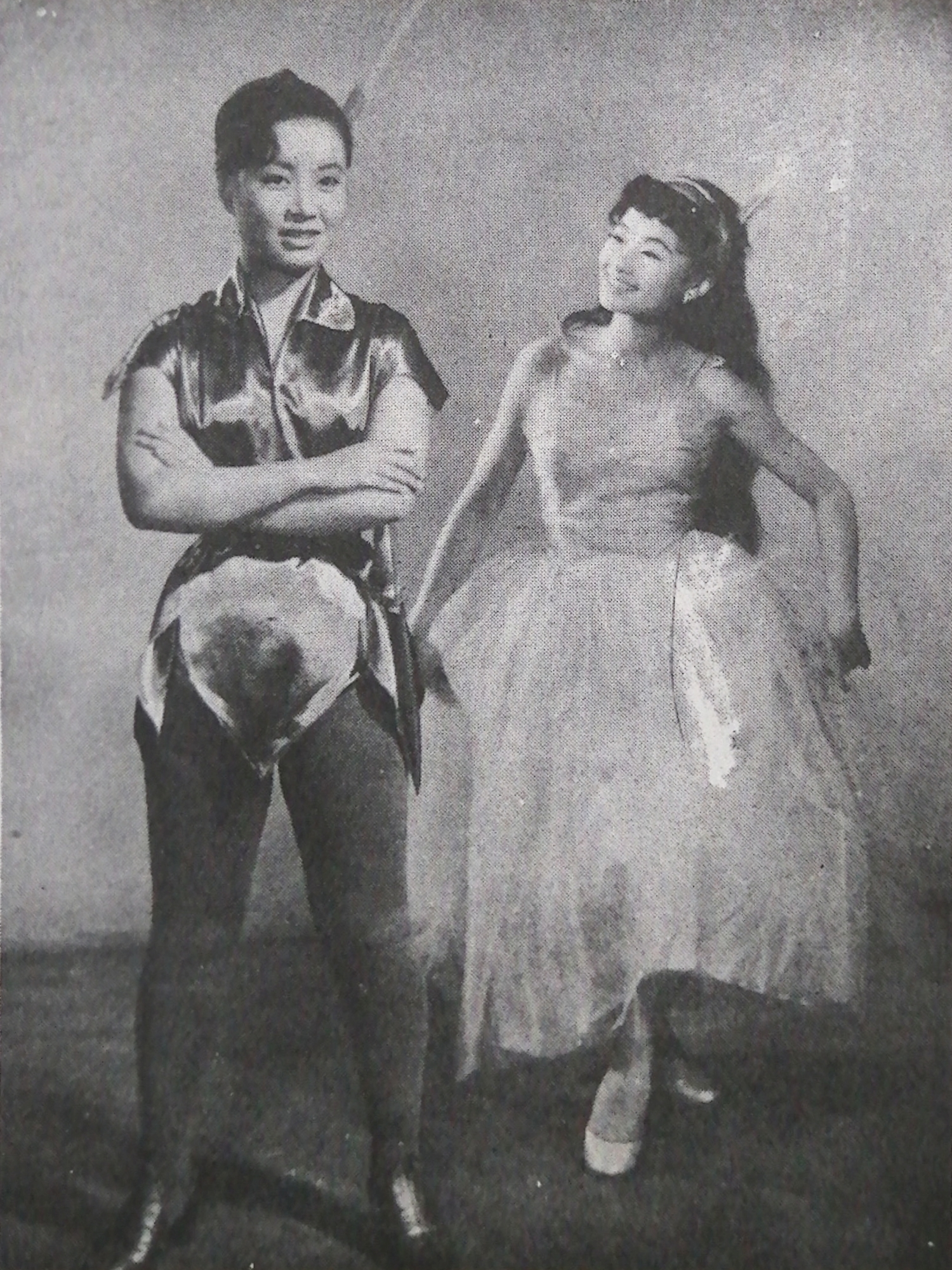
Hibari Misora et Izumi Yukimura dans Uta matsuri: Mangetsu tanuki kassen (1955).

### Les années 1920
- 1926 : Don kyūnoshin (鈍急之進?) co-réalisé avec Tadamoto Ōkubo
- 1926 : Hiren shinchū gaoka (悲恋心中ヶ丘?)
- 1926 : Kyokuba-dan no shimai (曲馬団の姉妹?) co-réalisé avec Shigeyoshi Suzuki
- 1927 : Antō (暗闘?)
- 1927 : Takada no baba (高田の馬場?)
- 1927 : Madō (魔道?)
- 1927 : Le Sabre de pénitence (懺悔の刃, Zange no yaiba?) co-réalisé avec Yasujirō Ozu (séquence d'ouverture)
- 1927 : Conquête de la dépression (不景気征伐, Fukeiki seibatsu?) co-réalisé avec Hiroshi Shimizu
- 1928 : Uwaki seibatsu (浮気征伐?)
- 1928 : Katsudō-kyō (活動狂?)
- 1928 : Kahō wa nete mate (果報は寝て待て?)
- 1928 : Appare bi danshi (天晴れ美男子?)
- 1928 : Kamekō (亀公?)
- 1928 : Kōkō yarinaoshi (孝行やり直し?)
- 1929 : U nome taka nome (鵜の目鷹の目?)
- 1929 : Iroke tappuri (色気たっぷり?)
- 1929 : Akeyuku Sora (明け行く空?)
- 1929 : Okatatsu oshikirichō (岡辰押切帳?)
- 1929 : Ichioku-en (壱〇〇、〇〇〇、〇〇〇円?)
- 1929 : Aishite chōdai (愛して頂戴?)
- 1929 : Jonan kangei udekurabe (女難歓迎腕比べ?)
- 1929 : Mi kansei no koi (未完成の恋?)

### Les années 1930
- 1930 : Bijin bōryokudan (美人暴力団?)
- 1930 : Tatakare teishu (たゝかれ亭主?)
- 1930 : Sukide issho ni nattanoyo (好きで一緒になったのよ?)
- 1930 : Umibōzu nayamashi (海坊主悩まし?)
- 1930 : Ishikawa Goemon no hōji (石川五右衛門の法事?)
- 1930 : Ubawareta kuchibiru (奪はれた唇?)
- 1930 : Koi no shakkin gurui no senjutsu (恋の借金狂ひの戦術?)
- 1930 : Iroke dango sōdōki (色気だんご騒動記?)
- 1931 : Modan kagonotori (モダン籠の鳥?)
- 1931 : Kono ana o miyo (この穴を見よ?)
- 1931 : Onna wa tsuyoku te hitori mono (女は強くて独りもの?)
- 1931 : Nan ga kanojo o hadaka ni shita ka (何が彼女を裸にしたか?)
- 1931 : Kanojo no kōfun (彼女の興奮?)
- 1931 : Shin'ya no tameiki (深夜の溜息?)
- 1932 : Kuma no yatsu kire jiken (熊の八ツ切り事件?)
- 1932 : Chappurin: Yo naze naku ka (チャップリンよ なぜ泣くか?)
- 1932 : Toko Chō-san (トコ張さん?)
- 1932 : Onna wa nete mate (女は寝て待て?)
- 1933 : Taihen na shojo (大変な処女?)
- 1933 : Wasei Kingu Kongu (和製キングコング?)
- 1934 : Koshi no nuketa onna (腰の抜けた女?)
- 1935 : Quelle richesse sont les enfants ! (子宝騒動, Kodakara sōdō?)[4],[5]
- 1938 : Enoken no hōkaibō (エノケンの法界坊?)
- 1938 : Roppa no otōsan (ロッパのおとうさん?)
- 1939 : Roppa no Ōkubo Hikozaemon (ロッパの大久保彦左衛門?)
- 1939 : Tokyo Blues (東京ブルース?)
- 1939 : Musume no negai wa tada hitotsu (娘の願ひは唯一つ?)
- 1939 : Omoitsuki fujin (思ひつき夫人?)
- 1939 : Roppa no komori uta (ロッパの子守唄?)
- 1939 : Tōkyō Blues (東京ブルース, Tōkyō burūsu?)

### Les années 1940
- 1940 : Roppa no dadakko tōchan (ロッパの駄々っ子父ちゃん?)
- 1940 : Hamonika kozō (ハモニカ小僧?)
- 1940 : Meirō gonin otoko (明朗五人男?)
- 1940 : Oyako kujira (親子鯨?)
- 1941 : Kodakara fūfu (子宝夫婦?)
- 1941 : Jinsei wa rokujū ichi kara (人生は六十一から?)
- 1941 : Subarashiki kinkō (素晴らしき金鉱?)
- 1942 : Minami kara kaetta hito (南から帰った人?)
- 1942 : Isokawa Heisuke kōmyō hanashi (磯川兵助功名噺?) co-réalisé avec Masaki Mōri (ja)
- 1944 : Teki wa ikumanari totemo (敵は幾万ありとても?)
- 1945 : Tokkan ekichō (突貫駅長?)
- 1945 : Cinq hommes de Tokyo (東京五人男, Tōkyō gonin otoko?)
- 1947 : Mukoiri gōkasen (聟入り豪華船?)
- 1947 : Mitari kītari tame shitari (見たり聞いたりためしたり?)
- 1947 : Ukiyo mo tengoku (浮世も天国?)
- 1949 : Akireta musume-tachi (あきれた娘たち?) ; autre titre : Kingorō no kodakara sōdō (金語楼の子宝騒動?)
- 1949 : Nodo jimankyō jidai (のど自慢狂時代?)
- 1949 : Otoko no namida (男の涙?)
- 1949 : Odoroki ikka (おどろき一家?)

### Les années 1950
- 1950 : Akogare no Hawaii kōro (憧れのハワイ航路?)
- 1950 : Sengoha oyaji (戦後派親爺?)
- 1950 : Aozora tenshi (青空天使?)
- 1950 : Tokyo Kid (東京キッド?)
- 1950 : Tonbo kaeri dōchū (とんぼ返り道中?)
- 1951 : Hatsukoi Tonko musume (初恋トンコ娘?)
- 1951 : Haha o shitaite (母を慕いて?)
- 1952 : Musume jūhachi bikkuri tengoku (娘十八びっくり天国?)
- 1952 : Bikkuri sanjūshi (びっくり三銃士?)
- 1953 : Sōri daijin no rabureta (総理大臣の恋文?)
- 1953 : Kappa rokujūshi (かっぱ六銃士?)
- 1954 : Koshinuke kyōsō kyoku (腰抜け狂騒曲?)
- 1954 : Voyage à Hawaï (ハワイ珍道中, Hawai chindochu?)[6]
- 1954 : Ukare gitsune senbon zakura (浮かれ狐千本桜?)
- 1955 : Uta matsuri: Mangetsu tanuki kassen (お歌まつり 満月狸合戦?)
- 1955 : Otōsan wa ohitoyoshi (お父さんはお人好し?)
- 1955 : Kaette kita yūrei (帰って来た幽霊?)
- 1956 : Otōsan wa ohitoyoshi: Kakushigo sōdō (お父さんはお人好し かくし子騒動?)
- 1956 : Otōsan wa ohitoyoshi: Sanji museigen (お父さんはお人好し 産児無制限?)
- 1956 : Otōsan wa ohitoyoshi: Yūtō rakudaisei (お父さんはお人好し 優等落第生?)
- 1956 : Otōsan wa ohitoyoshi: Mayoigo hiroi ko (お父さんはお人好し 迷い子拾い子?)
- 1956 : Koisuredo koisuredo monogatari (恋すれど恋すれど物語?)
- 1957 : Taiatari satsujin-kyō jidai (体当り殺人狂時代?)
- 1957 : Nanbanji no semushi otoko (南蛮寺の佝楼男?)[7]
- 1958 : Ichi chōme ichi banchi (一丁目一番地?)
- 1958 : Zoku ichi chōme ichi banchi (続一丁目一番地?)
- 1959 : Bakushō Mito Kōmon man'yūki (爆笑水戸黄門漫遊記?)